# Проект «Эксельсиор»

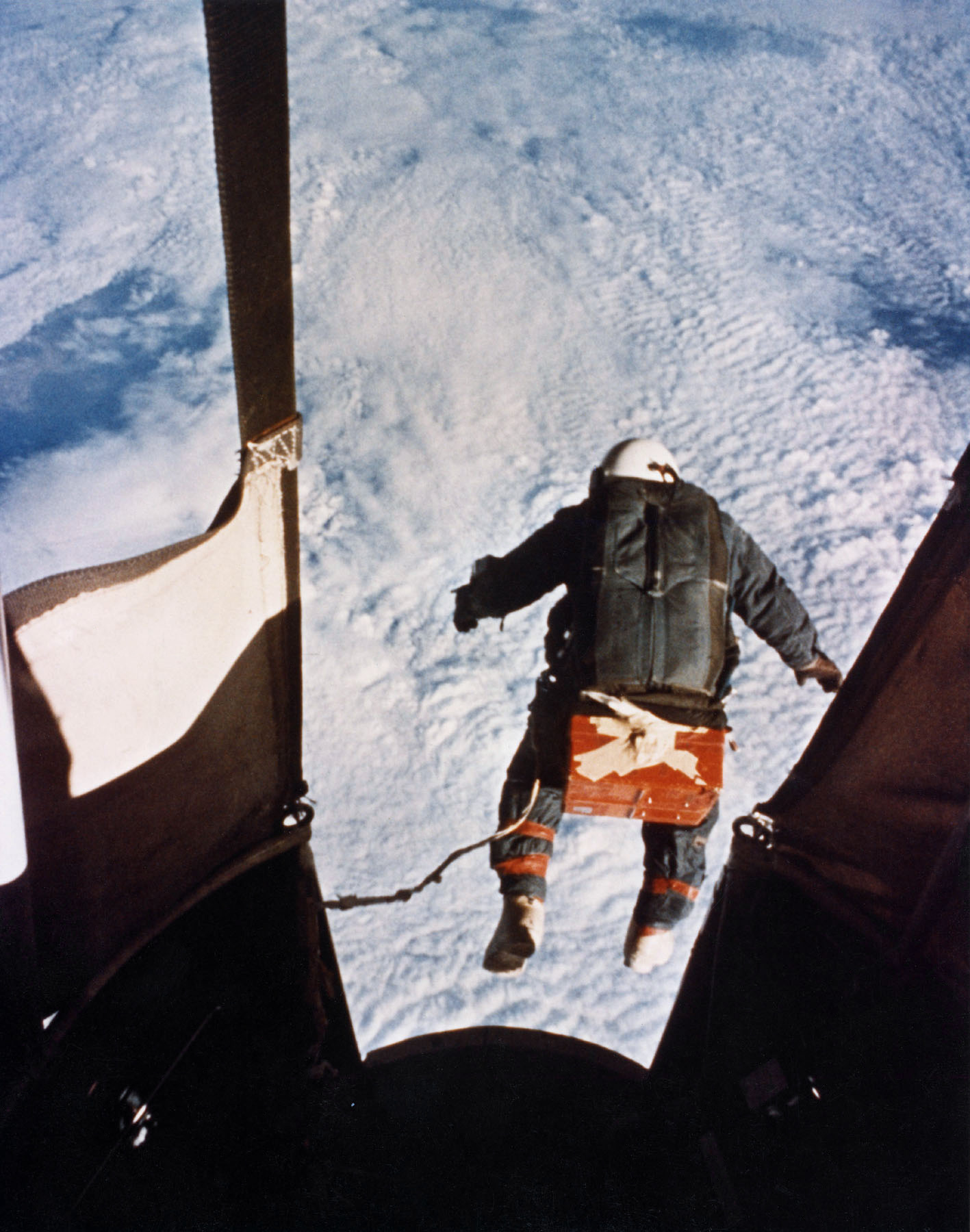
Рекордный прыжок Киттенгера

Проект «Эксельсиор» (от лат. excelsior — «всё выше») — серия высотных парашютных прыжков со стратостата, совершенных капитаном ВВС США Джозефом Киттингером в 1959 и 1960 гг. для испытания многоступенчатой парашютной системы. В проекте Киттенгер установил мировые рекорды высоты и продолжительности парашютного прыжка и самую высокую скорость, достигнутую человеком в свободном падении, оставшимся после этого в живых.

## История

### До прыжков

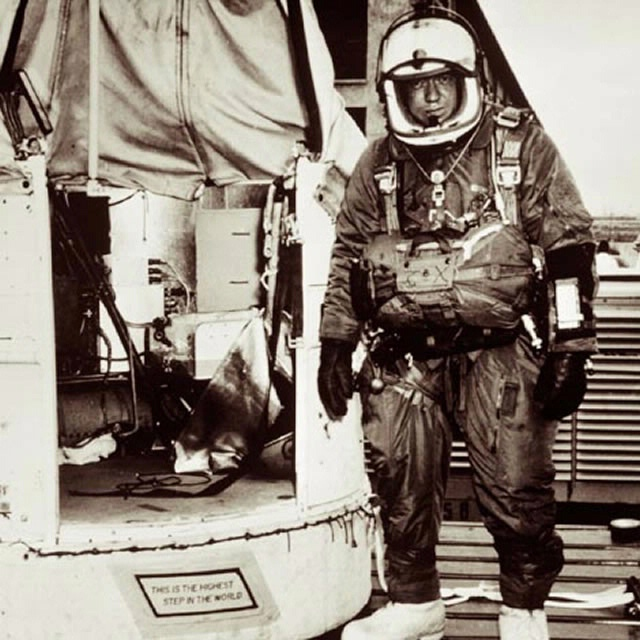
Джозеф Киттингер рядом с гондолой Эксельсиора. На доске написано «Это самая высокая ступенька в мире»

В связи с тем, что в 1950-е характеристики реактивных самолетов стали быстро прогрессировать, военные силы США стали волноваться о безопасности пилотов, которым придется катапультироваться на больших высотах. Тесты на манекенах показали, что при свободном падении пилот вошёл бы в штопор с вращением до 200 оборотов в минуту, что могло бы быть смертельным.
Проект Эксельсиор начат в 1958 году, чтобы разработать парашютную систему, которая позволила безопасно приземляться после катапультирования с больших высот. Френсис Беапре, техник на авиабазе Райт-Паттерсон, что находится в штате Огайо, разработал многоступенчатую парашютную систему. В неё входит маленький стабилизатор, который предотвратит неконтролируемые вращения на больших высотах, и главный парашют, что должен открываться на маленьких высотах. Система включала в себя таймер и альтиметр, который автоматически раскрывал оба парашюта на верной точке высоты.
Чтобы испытать эту парашютную систему, администрация авиабазы Райт-Паттерсон построила 61-метровый воздушный шар, наполненный гелием, вместимостью около 3 миллионов кубических футов (85 тыс. м³) который бы смог поднять открытую гондолу и пилота в стратосферу. Киттингер, главный испытатель проекта, сделал три тестовых прыжка. Киттингеру приходилось надевать полный высотно-компенсирующий костюм, вдобавок к дополнительным слоям одежды для защиты от холода на больших высотах и парашютной системе. Вес оборудования и костюма был немного больше веса самого Киттингера.

### Первый тест

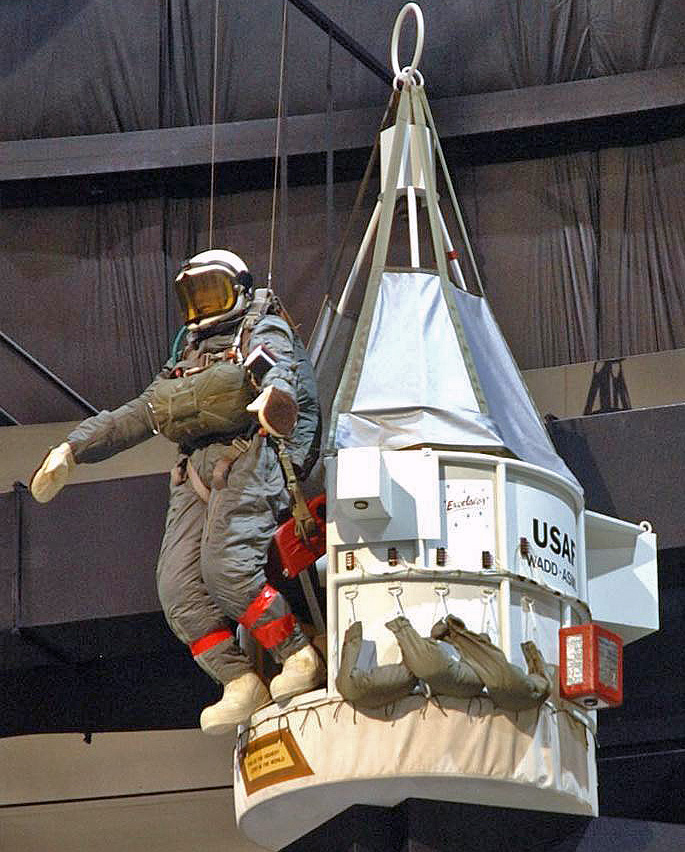
Гондола Эксельсиора III в Национальном музее ВВС США

Первый тестовый прыжок «Эксельсиор I», был совершен 16 ноября 1959 года. Киттингер поднялся на высоту 23 300 метров и совершил прыжок с парашютом. Во время этого прыжка стабилизирующий парашют раскрылся раньше времени, обвязался вокруг шеи Киттингера, из-за чего Киттингер вошел в штопор, вращаясь со скоростью 120 оборотов в минуту. Киттингер потерял сознание, однако выжил благодаря автоматическому открытию основного парашюта на высоте 3 тыс. метров.

### Второй тест
Несмотря на то что Киттингер чуть не погиб во время первого прыжка, следующий прыжок «Эксельсиор II», он совершил уже через 3 недели. 11 декабря 1959 года Киттингер совершил прыжок с высоты 22 800 метров, пролетев в свободном падении 17 тыс. метров, после чего он раскрыл основной парашют.

### Третий тест
Третий и завершающий прыжок «Эксельсиор III» был совершен 16 августа 1960 года. Во время подъёма правая перчатка в скафандре Киттингера разгерметизировалась, из-за чего он стал испытывать боли от отморожения. Несмотря на это Киттингер продолжил подъём, пока не достиг 31 333 метров.
Подъём на такую высоту занял один час и 31 минуту, превзойдя прошлый рекорд в 30 942 метра, установленный Девидом Симонсом в 1958 году, в рамках проекта «Project Manhigh». Киттингер продержался на этой отметке 12 минут, после чего совершил прыжок.
Малый стабилизирующий парашют успешно раскрылся и Киттингер снижался таким образом 4 минуты и 36 секунд. Он раскрыл основной парашют на высоте 5 330 метров и успешно приземлился в пустыне Нью Мексико. Общее время прыжка составило 13 минут 45 секунд, при этом был  установлен мировой рекорд самого высокого прыжка с парашютом. Во время прыжка Киттингер развил максимальную скорость 988 км/ч, часть прыжка проходила при температуре окружающей среды −70 °C.

### Результат
Результаты прыжков Киттингера доказали, что возможно безопасно катапультироваться на больших высотах при дозвуковых скоростях и безопасно приземлиться. Президент Дуайт Дэвид Эйзенхауэр наградил Киттингера в 1959 году трофеем Хэрмона за его работу в Эксельсиоре. Так же, Киттингер получил крест лётных заслуг, награду J. J. Jeffries, Парашютную Медаль Лео Стивенса, и награду Wingfoot Lighter-Than-Air Society.

## В популярной культуре
- Музыкальная группа Boards of Canada использовала документальные кадры прыжка для клипа на их песню Dayvan Cowboy.
- В последней серии второго сезона сериала Skins, историю Киттингера и прыжок проекта Эсельсиор III использовалась в поминальной речи о Крисе.